# Джуракобилов, Навруз Ахмадович
Навруз Джуракобилов (род. 17 марта 1984, Кашкадарьинская область) — узбекский дзюдоист, чемпион и призёр чемпионатов Узбекистана, призёр Азиатских игр, призёр чемпионатов Азии и мира, участник летних Олимпийских игр 2012 года в Лондоне.

## Биография
Выступает в лёгкой весовой категории (до 73 кг). Чемпион (2004), серебряный (2010) и бронзовый (2014) призёр чемпионатов Узбекистана. В 2010 году Джуракобилов стал бронзовым призёром чемпионата Азии в личном зачёте, а в 2014 году — в командном. В 2012 году взял бронзу континентального чемпионата в Ташкенте. В 2011 году он стал третьим на чемпионате мира в Париже.
В 2011 году выиграл Гран-при в Баку и отобрался на летние Олимпийские игры 2012 года в Лондоне. На Олимпиаде победил представителя Науру Следа Довабобо и канадца Никола Триттона, но проиграл таджику Расулу Бокиеву и выбыл из борьбы за медали.